# George Johnston Allman

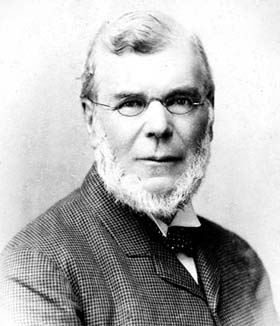
George Johnston Allman

George Johnston Allman (* 28. September 1824 in Dublin; † 9. Mai 1904 ebenda) war ein irischer Mathematikhistoriker (antike griechische Mathematik) und Mathematiker.

## Leben
Allman war der Sohn des Arztes und Botanikers William Allman (1776–1846, Professor für Botanik am Trinity College Dublin). George Allman studierte Mathematik am Trinity College Dublin, wo er eine Goldmedaille in Mathematik gewann und mit Samuel Haughton beim Abschluss 1844 Bester seines Jahrgangs war. Von 1853 bis zur Pensionierung 1889 war er Professor für Mathematik an der National University of Ireland, Galway (damals Queen’s University of Ireland) in Galway. Ab 1877 war er Senator der Universität und 1880 wurde er einer der ersten Senatoren der Royal University of Ireland.
1853 heiratete er Louisa Taylor, mit der er einen Sohn und zwei Töchter hatte.
Er ist vor allem bekannt für seine Geschichte der griechischen Geometrie von 1877 bzw. 1889, die auch von Paul Tannery gelobt wurde.
Er veröffentlichte auch kleinere Arbeiten über Mathematik (darunter eine Zusammenfassung einer Vorlesung von James MacCullagh über Anziehung von Ellipsoid-förmigen Massen in dessen Gesammelten Werken) sowie Artikel über griechische Mathematiker in der 9. Auflage der Encyclopedia Britannica.
1882 erhielt er einen D.Sc. der Universität Dublin und 1884 wurde er Fellow der Royal Society.

## Schriften
- Greek Geometry from Thales to Euclid, Dublin (University Press), 2 Bände, 1877, Dublin, Hodges, Figgis 1889 (in einem Band), Archive (Ausgabe 1877, Band 1), Archive, Ausgabe 1889